# Salvador Espriu i Castelló
Salvador Espriu i Castelló (10 de julho de 1913 - 22 de fevereiro de 1985) foi um poeta, dramaturgo e romancista catalão.

## Biografia
Nasceu em 10 de julho de 1913 em Santa Coloma de Farners, na Catalunha, onde o seu pai era notário. A epidemia de sarampo de 1922, durante a qual faleceu a sua irmã, obriga-o a passar longos períodos acamado, tempo que aproveita para ler a extensa biblioteca familiar. Estuda Direito na Universidade Autónoma de Barcelona durante a Segunda República Espanhola, licenciando-se em 1935. Em 1936 preparava-se para estudar línguas clássicas e egiptologia, planos que se vê forçado a abandonar por causa da Guerra Civil Espanhola.
"al iniciarse la guerra civil, yo me sentía republicano y partidario del concepto de una España federal. Por tanto, no deseaba entonces, ni deseo ahora, el enfrentamiento sino la concordia. Sufrí mucho, espiritualmente, porque sufrí por ambos bandos"
Em 1938 morre de tuberculose o seu grande amigo, o poeta Bartomeu Rosselló-Pòrcel. Terminada a guerra, a Universidade Autónoma é suprimida e substituída pela oficial. Proíbe-se a língua catalã deitando por terra as suas expectativas de se dedicar ao ensino. Trabalha como ajudante de notário, tendo pouca actividade literária, face à impossibilidade de publicar em catalão.
Em 1966 os estudantes organizam uma reunião, em Barcelona para a qual são convidados diversos intelectuais. Entre eles está Espriu que é preso e multado.
Foi um dos membros fundadores da Associação de Escritores de Língua Catalã.
Faleceu em Barcelona a 22 de Fevereiro de 1985.

## Importância da sua obra
O crítico espanhol Josep Maria Castellet destaca a capacidade de Espriu para assimilar a herança mítica da humanidade, integrando num mesmo universo literário o Livro dos Mortos do Antigo Egipto, a Bíblia, a mística judaica e a Mitologia Grega.
Foi um dos grandes renovadores da prosa catalã em conjunto com Josep Pla e Josep Maria de Sagarra.
Da sua extensa obra a mais bem conhecida é A pele do touro (título original: La pell de brau) em que desenvolve a sua visão da problemática histórica, social e cultural de Espanha.
A sua poesia do pós-guerra é marcadamente hermética e simbólica, assinalando uma profunda tristeza pelo mundo que o rodeia e pela recordação dos horrores da guerra.

## Obras
- 1916: Israel, o seu primeiro livro, escrito em castelhano
- 1931: El Dr. Rip
- 1932: Laia
- 1934: Aspectes
- 1935
  - Ariadna al laberint grotesc (Ariadna en el laberinto grotesco)
  - Miratge a Citerea (Espejismo en Citerea)
- 1938
  - Letízia
  - Fedra
  - Petites proses blanques
- 1943: Historia antigua en colaboración con Enrie Bagué
- 1946: Cementiri de Sinera
- 1948: Primera història d´Esther (Primera historia de Esther)
- 1949: Les cançons d´Ariadna (Las canciones de Ariadna)
- 1951
  - Mariàngela l´herbolària (Mari Ángela la herbolaria)
  - Tresoreres
- 1952
  - Anys d´aprenentatge
  - Les hores
  - Mrs Death
- 1954: El caminant i el mur (El caminante y el muro)
- 1955
  - Final del laberint
  - Les hores
  - Antígona
- 1957: Evocació de Rosselló-Pòrcel i altres notes
- 1960
  - La pell de brau (La piel de toro)
  - Sota la fredor parada d´aquests ulls (Bajo la quieta frialdad de estos ojos)
- 1963
  - Obra poètica. Antologia dos seus poemas
  - Llibre de Sinera (Libro de Sinera)
- 1967: Per al llibre de Salms d´aquests vells cecs (Para el libro de salmos de estos viejos ciegos)
- 1968: Aproximació, tal vegada el·líptica, a l´art de Pla Narbona
- 1969: Tarot per a algun titella del teatre d´Alfanja (Tarot para algún títere del teatro de Alfaranja)
- 1978: Una altra Fedra, si us plau
- 1980: D'una vella i encerclada terra algunos poemas serán incorporados a Per a la bona gent
- 1981: Les roques i el mar, el blau
- 1984: Per a la bona gent

## Prémios literários
- Em 1971 recebeu o Premio Montaigne
- Foi candidato ao Prémio Nobel de Literatura em 1971 e em 1983
- Prémio de Honra das Letras Catalãs (1972)
- Em 1980 recebeu a Medalha de Ouro da Generalitat de Catalunya
- Medalha de Ouro da Cidade de Barcelona (1982)
- Doutor honoris causa pela Universidade de Barcelona
- Doutor honoris causa pela Universidade de Toulouse
- Em 1982 Foi-lhe concedida a la Cruz de Afonso X, o Sabio, que recusou.